# Априлци (област Пазарджик)
Вижте пояснителната страница за други значения на Априлци.
Априлци е село в Южна България. То се намира в община Пазарджик, област Пазарджик.

## География
Намира се в северната покрайнина на Пазарджишкото поле, на 14 km северно от Пазарджик и на 29 km южно от Панагюрище. Разположено е от двете страни на Елшишка река (или още Черешова) с южно изложение. Непосредствено след края на селото в северна и северозападна посока се усещат първите възвишения на средногорските хълмове, на север на около 5 km разстояние изпъква височината Сакарджа (416 m), а на запад, на около 3 km – височината Иланджа (400 m).
По отношение на релефа си землището на Априлци се разделя на две части: северна хълмиста и южна равнинна. В северната част изпъкват споменатите височини Сакарджа и Иланджа. Южната е ниската част от землището на Априлци и се спуска към Горнотракийската низина на юг.

## Население
По данни от последното преброяване на населението към 2021 г. в Априлци живеят 419 души. В последните няколко години в селото преобладава ромското население, а от българите са останали предимно пенсионери.
Почти цялото население на Априлци са християни, като ясно се оформят два клона – православни и силно вярващи протестанти (евангелисти), които формират една от най-големите евангелски църковни групи в Южна България. Протестантската община в Априлци е конгрешанска, част от Съюза на евангелските съборни църкви.

## История
Дълга е историята на село Априлци. Още в древни времена, землището на селището е обитавано от траките. Множеството открития при правените разкопки са доказателство за това. Наред със съществуването на много тракийски могили край селото са намерени редица предмети свидетелстващи за тракийско разпространение, сред които: Бронзова монета на тракийския владетел Амадок I.
Относно въпроса кога е създадено селото няма единно мнение. Знае се, че първоначално е било турски военен обект при калето Сакарджа, където след това се заселва турско население. Това може би се случва през XV – XVI век. Първото споменаване на селище с наименование Абдуларе датира от 1576 г., когато в османски регистър пише, че в селото имало двама турци, едри овцевъди.
Разпространени са редица легенди, споменаващи за село под името Бодерово, което се е намирало в югозападната част на днешното землище (дн. Белия бряг), но по една или друга причина е изселено от там. Най-вероятно още преди идването на османците е съществувало село с името Бодерово, което е изчезнало. Около военния пункт при калето Сакарджа, което кале е преценено от турците като добро военно-стратегическо място, се образува днешното село.
Според най-новите изследвания посветени на цялата област, може да се твърди, че през 1625 г. в селото вече има християнски семейства. От публикувани османски извори е очевидно, че през целия период на Османското владичество Априлци се развива като селище с преобладаващо мюсюлманско население, като за известни периоди от време се заселват и християни. През 1870 г. известният възрожденски учител Стефан Захариев от Татар Пазарджик в своята книга, посветена на Татарпазарджишката кааза, споменава за село под името Абдуларе (Бодерово). В него живеели 200 жители турци, имало една джамия и 60 къщи. В същия текст той посочва, че през 1620 г. в селото имало българи, които се разбягали от чумата. По време на Освобождението (1878 г.) селото е с чисто турско население. След Освобождението турците се изселват и на тяхно място се заселват българи от пострадалите заради Априлското въстание и последвалата война райони.
Започва нов живот за селището. Строят се църкви и се развива духовният живот. Още от самото начало в селото се разпространяват и двата клона на християнството – православието и протестантството. Влиянието на евангелизма в селото води началото си още от 1889 г., когато се създава първото евангелско общество. През 1909 г. се създава и евангелска църква. Постепенно около църквата се създава общество на вярващи, което в годините достига до 300 души. Църквата се изявява като една от най-големите в страната. През ХХ век евангелските служби се посещавали от цели семейства.
Православната църква е построена през 1903 г. Носи името „Св. Димитър“. Първият свещеник е хаджи Иван Поплазаров. През годините свещеници са били: Цветан Дмамбазов, Васил Караджов и др. Постепенно към църквата се сформира и женски хор.
През 1908 г. е създадено и читалище „Съзнание“. В основата на неговото образуване стои фигурата на протестанта Георги Йорданов – изявен земеделски деец, достигнал до поста министър на обществените сгради, пътищата и благоустройството през 1931 г.
През 1934 г. под решението на новите закони се стига до преименуване на селото. Известният земеделски писател Трифон Кунев съветва Георги Йорданов, че селото трябва да носи името „Априлци“ заради това, че хората преселили се тук са пряко свързани с Априлските събития от 1876 г. Така от 1934 г. селото носи днешното си име.

## Забележителности
В покрайнините на селото са открити златни ракли и накити, а върху сегашните къщи някога е имало турски гробища. На север от Априлци има руини от старо турско селище, а в коритото на местната река са намерени сребърни прибори и съдове.
В селото има три църкви – православна, протестантска и петдесятна, читалище, здравна служба, няколко магазина и кафене. Има и училище, което не функционира.

## Редовни събития
Всяка трета събота от септември в селото се провежда събор.

## Кухня
Традиционни за селото са т.нар. зелници – баница със зеле, по уникален начин тук се приготвят пълнени чушки, ориз с месо, както и много странни палачинки на основата на кисело мляко.

## Известни личности
- Георги Йорданов (БЗНС)